# Championnat des Maldives de football 2008
Navigation
Saison précédente Saison suivante
La saison 2008 du Championnat des Maldives de football est la cinquante-huitième édition du championnat national aux Maldives.
La compétition se déroule en quatre phases distinctes :
- Les championnats régionaux déterminent les équipes qualifiées pour la Dhivehi League, la poule nationale, avec 2 qualifiées pour l'atoll de Malé, 2 qualifiées pour l'ensemble des autres atolls et les quatre premiers de la Dhivehi League de la saison précédente.
- Les huit formations sont regroupées au sein d'une poule unique et s'affrontent une seule fois.
- Les six meilleures équipes de la poule sont regroupées au sein d'une poule unique et s'affrontent une nouvelle fois
- Les quatre premiers disputent la phase finale nationale pour le titre de champion des Maldives, avec demi-finales et finale.

C’est le Club Valencia qui est sacré cette saison après avoir battu Victory SC en finale après prolongations. Il s'agit du septième titre de champion des Maldives de l'histoire du club, le premier depuis 1999.

## Les clubs participants
| - Malé : - Victory SC - Maziya SRC - Club Valencia - VB Sports - New Radiant - Vyansa FC | - Thinadhoo : - Thinadhoo ZC - Kalhaidhoo : - Kalhaidhoo ZJ |

## Compétition
Le barème de points servant à établir le classement se décompose ainsi :
- Victoire : 3 points
- Match nul : 1 point
- Défaite : 0 point

### Dhivehi League

#### Première phase
| Rang | Équipe        | Pts | J | G | N | P | Bp | Bc | Diff |  | Résultats (▼ dom., ► ext.) | VBS | Vic | NRa | Val | Vya | Kal | Maz | Thi |
| ---- | ------------- | --- | - | - | - | - | -- | -- | ---- |  | -------------------------- | --- | --- | --- | --- | --- | --- | --- | --- |
| 1    | VB Sports     | 16  | 7 | 5 | 1 | 1 | 19 | 8  | +11  |  | VB Sports                  |     | 1-2 | 3-2 | 3-2 | 1-1 | 5-0 | 4-1 | 2-0 |
| 2    | Victory SC    | 14  | 7 | 4 | 2 | 1 | 14 | 4  | +10  |  | Victory SC                 |     |     | 4-0 | 0-0 | 2-1 | 0-1 | 1-1 | 5-0 |
| 3    | New RadiantT  | 12  | 7 | 4 | 0 | 3 | 17 | 15 | +2   |  | New RadiantT               |     |     |     | 2-1 | 0-3 | 5-3 | 3-0 | 5-1 |
| 4    | Club Valencia | 11  | 7 | 3 | 2 | 2 | 14 | 7  | +7   |  | Club Valencia              |     |     |     |     | 3-0 | 1-1 | 4-0 | 3-1 |
| 5    | Vyansa FC     | 10  | 7 | 3 | 1 | 3 | 12 | 8  | +4   |  | Vyansa FC                  |     |     |     |     |     | 2-1 | 0-1 | 5-0 |
| 6    | Kalhaidhoo ZJ | 10  | 7 | 3 | 1 | 3 | 13 | 16 | -3   |  | Kalhaidhoo ZJ              |     |     |     |     |     |     | 2-0 | 5-3 |
| 7    | Maziya SRC    | 7   | 7 | 2 | 1 | 4 | 9  | 14 | -5   |  | Maziya SRC                 |     |     |     |     |     |     |     | 6-0 |
| 8    | Thinadhoo ZC  | 0   | 7 | 0 | 0 | 7 | 5  | 31 | -26  |  | Thinadhoo ZC               |     |     |     |     |     |     |     |     |

|  | Qualification pour la seconde phase                        |
|  | T : Tenant du titre C : Vainqueur de la Coupe des Maldives |

#### Seconde phase
| Rang | Équipe        | Pts | J  | G | N | P | Bp | Bc | Diff |  | Résultats (▼ dom., ► ext.) | Val | VBS | Vic | NRa | Vya | Kal |
| ---- | ------------- | --- | -- | - | - | - | -- | -- | ---- |  | -------------------------- | --- | --- | --- | --- | --- | --- |
| 1    | Club Valencia | 26  | 12 | 8 | 2 | 2 | 26 | 11 | +15  |  | Club Valencia              |     | 1-0 | 3-1 | 2-1 | 3-1 | 3-1 |
| 2    | VB Sports     | 22  | 12 | 6 | 4 | 2 | 23 | 11 | +12  |  | VB Sports                  |     |     | 0-0 | 0-0 | 1-1 | 3-1 |
| 3    | Victory SC    | 20  | 12 | 5 | 5 | 2 | 24 | 11 | +13  |  | Victory SC                 |     |     |     | 1-1 | 0-0 | 8-3 |
| 4    | New Radiant   | 20  | 12 | 6 | 2 | 4 | 28 | 19 | +9   |  | New Radiant                |     |     |     |     | 2-1 | 7-0 |
| 5    | Vyansa FC     | 13  | 12 | 3 | 4 | 5 | 16 | 15 | +1   |  | Vyansa FC                  |     |     |     |     |     | 1-1 |
| 6    | Kalhaidhoo ZJ | 11  | 12 | 3 | 2 | 7 | 19 | 38 | -19  |  | Kalhaidhoo ZJ              |     |     |     |     |     |     |

|  | Qualification pour la phase finale                         |
|  | T : Tenant du titre C : Vainqueur de la Coupe des Maldives |

### Phase finale
|  | Demi-finales     | Demi-finales      | Demi-finales     |  |   | Finale de repêchage | Finale de repêchage | Finale de repêchage |   |            | Grande finale     | Grande finale      | Grande finale     |
|  |                  |                   |                  |  |   |                     |                     |                     |   |            |                   |                    |                   |
|  | 5 septembre 2008 |                   |                  |  |   |                     |                     |                     |   |            |                   |                    |                   |
|  | 1                | Club Valencia tab | 1 (5)            |  |   |                     |                     |                     |   |            | 15 septembre 2008 | 15 septembre 2008  | 15 septembre 2008 |
|  | 2                | VB Sports         | 1 (4)            |  |   | 10 septembre 2008   | 10 septembre 2008   | 10 septembre 2008   |   |            | 2                 | Club Valencia a.p. | 3                 |
|  |                  |                   |                  |  | 2 | VB Sports           | 0                   |                     | 3 | Victory SC | 2                 |                    |                   |
|  | 6 septembre 2008 | 6 septembre 2008  | 6 septembre 2008 |  | 3 | Victory SC          | 1                   |                     |   |            |                   |                    |                   |
|  | 3                | Victory SC        | 3                |  |   |                     |                     |                     |   |            |                   |                    |                   |
|  | 4                | New Radiant       | 1                |  |   |                     |                     |                     |   |            |                   |                    |                   |

## Bilan de la saison
| Championnat des Maldives de football 2008 |                          |
| Champion                                  | Club Valencia (7e titre) |
| Coupes et trophées                        |                          |
| Vainqueur de la Coupe des Maldives 2008   | VB Sports                |
| Qualifications continentales              |                          |
| Coupe de l'AFC 2009                       | Club Valencia            |
| Coupe de l'AFC 2009                       | VB Sports                |
| Promotions et relégations                 |                          |
| Promus en Dhivehi League                  | Aucun                    |
| Relégués                                  | Aucun                    |